# 陈国珍
陈国珍（1916年—？），男，福建厦门人，中国分析化学家、化学教育家，曾任厦门大学化学系系主任、教授，第四、五、六、七届全国政协委员。